# Geneta de Bourlon
La geneta de Bourlon és un mamífer de l'orde Carnivora. És una de les catorze espècies de geneta. Es troba a les selves de Guinea, Costa d'Ivori, Libèria i Sierra Leone.